# Guy Lefrant

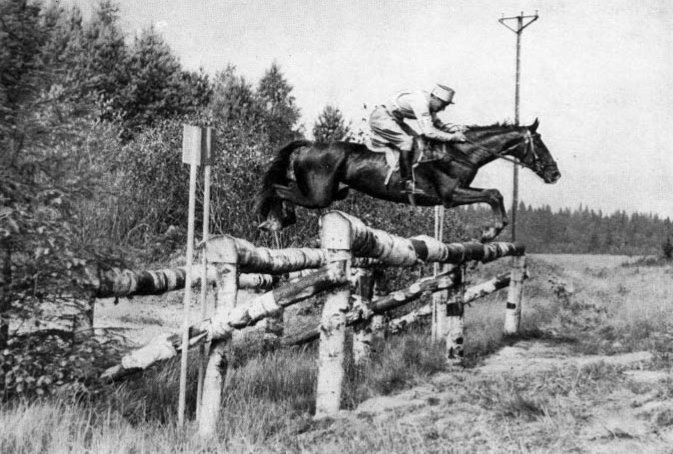
Guy Lefranc e Verdun nos Jogos Olímpicos de Verão de 1952 em Helsinque.

Guy Lefrant (Muille-Villette, 26 de fevereiro de 1923 - 31 de dezembro de 1993) foi um ginete francês, especialista em saltos, medalhista olímpico. 

## Carreira
Guy Lefrant representou seu país nos Jogos Olímpicos de Verão de 1952, 1960 e 1964, na qual conquistou a medalha de prata nos salto por equipes em 1964 e antes no CCE individual em 1952.